# Ниоткуда с любовью, или Весёлые похороны
«Ниоткуда с любовью, или Весёлые похороны» — российский художественный фильм режиссёра Владимира Фокина, экранизация повести Людмилы Улицкой «Весёлые похороны». Премьера состоялась 13 декабря 2006 года.

## Сюжет
Действие происходит в эмигрантской среде Нью-Йорка 1990-х. Главный герой — художник Алик, больной раком, уходит из жизни. Происходит это под несносные перуанские напевы под окнами, сообщение о перевороте в Москве, воспоминания о былых временах.

## В ролях
- Александр Абдулов — Алик
- Анна Алексахина — Нина
- Елена Руфанова — Ирина Пирсон
- Полина Фокина — Валентина
- Анна Дворжецкая — Тишорт
- Владимир Ерёмин — Аркадий Либин
- Владимир Качан — Фима Грубер, доктор
- Лия Ахеджакова — Мария Игнатьевна, целительница
- Алексей Колган — отец Виктор
- Ян Цапник — Реб Менаше
- Сергей Габриэлян — Хуан
- Анна Гусарова — Людмила
- Клаудиа Бочар — Джойка
- Ирина Лосева — Фаина
- Евгений Князев — популярный писатель
- Борис Клюев — Лёва Готлиб
- Дмитрий Ламовский — Дима Русаков
- Борис Львович — бармен Арон

## Съёмочная группа
- Авторы сценария: Григорий Ряжский по повести Людмилы Улицкой
- Режиссёр-постановщик: Владимир Фокин
- Операторы-постановщики:
  - Геннадий Карюк
  - Александр Карюк
- Композитор: Владимир Дашкевич
- Художник-постановщик: Виктор Петров
- Продюсеры:
  - Глеб Басманов
  - Александр Бухман
  - Григорий Ряжский
  - Юрий Романенко

## Факты
- Название фильма соединяет в себе название стихотворения Иосифа Бродского «Ниоткуда с любовью» и повести Людмилы Улицкой «Весёлые похороны».
- Балладу «Ниоткуда с любовью», на стихотворение Иосифа Бродского исполнил Геннадий Трофимов.
- В фильме представлены живописные и графические произведения Анатолия Мосийчука и Михаила Гельмана.

## Награда
В 2008 году фильм стал лауреатом кинофестиваля «Русское зарубежье» в номинации «Игровое кино»